# Aleksandra Gaca
Aleksandra Gaca (née le 28 avril 1969 à Łódź) est une créatrice textile polonaise. Elle perpétue l'héritage de la fabrication textile de Łódź, avec sa nouvelle esthétique, combinant technologie et texture dans des projets qui couvrent la mode, la conception de produits et l'architecture. Ses tissus, généralement en trois dimensions, présentent des qualités acoustiques singulières. Elle vit et travaille comme designer textile indépendante à Delft. 

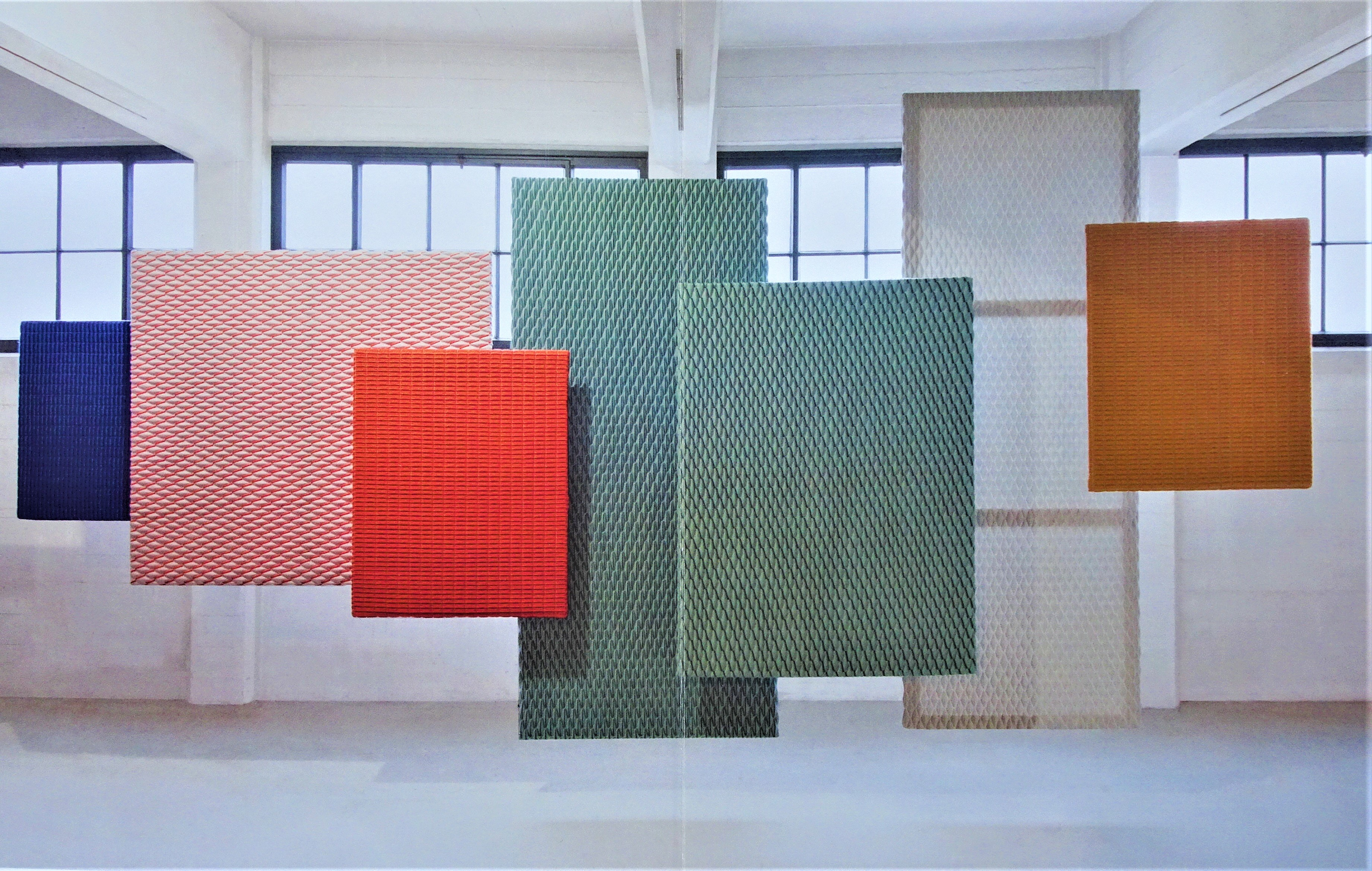
Tissus 3D de la série ARCHITEXTILES, panneaux insonorisants avec différents motifs et couleurs (photo: reproduction de la brochure produit d'Aleksandra Gaca avec l'autorisation d'Aleksandra Gaca).

## Formation
Aleksandra Gaca est née en Pologne, à Łódź, le 28 avril 1969 et vit aux Pays-Bas.  
Très tôt, elle est attirée par les textiles et le design, dont Łódź est le centre polonais, et elle commence à fabriquer ses propres vêtements. Après le lycée, elle étudie à l'école des arts visuels de Łódź. Elle déménage à Delft à l'âge de 22 ans et étudie à l'Académie royale des beaux-arts de La Haye, où elle obtient son diplôme en 1997 en orientation «Textiles», dans le département «Textiles et design de mode». Là, elle développe une passion pour le tissage.« Après un stage d'un mois en Angleterre, où j'ai étudié le design textile, j'ai pu me concentrer sur la matière elle-même. J'ai commencé à apprendre diverses techniques et suis tombé amoureux du tissage en particulier. »
Elle remporte un prix en espèces pour l'une de ses créations, ce qui lui permet d'acheter un métier à tisser à main et de réaliser ses créations expérimentales pour lesquelles elle peut aussi utiliser les possibilités offertes par le laboratoire textile (TextielLab) du Musée du textile de Tilbourg. Elle y produit ses premiers tissus en 1997 sur un métier à tisser jacquard industriel. Elle se spécialise dans les textiles fonctionnels, où elle est une pionnière avec des conceptions tridimensionnelles (en relief). Elle les réalise manuellement sur un métier à tisser, avant de les mettre en production. 

## Carrière professionnelle
Depuis 2000, elle a son propre atelier à Delft et utilise le TextielLab, où elle produit de nouvelles œuvres.  
Ses premières création sont inspirées des concepts abstraits d'ordre, de rythme et de répétition. Elle mène de nombreuses expériences avec des combinaisons et des types spéciaux de fils qu'elle développe elle-même. Sa gamme de matériaux va du mohair doux au polyester extrêmement résistant, et des matières inhabituelles comme les fils rigides de Lurex, les fils métalliques  ou les fils de papier, qui créent des reliefs et des structures tactiles et permettent des contrastes mat/brillant ou dur/doux, convenant bien à la décoration intérieure.   
Elle conçoit des tissus insonorisants, des tissus à effets optiques et diverses collections, comme la collection Cosmos, créée après une collaboration réussie avec Hybrids and Fusion (2002), la collection Slumber (2004) avec foulards et poufs, et les Architextiles acoustiques (2007), et la collection primée Casalis Architextiles (2011) pour l'entreprise belge de design d'intérieur Casalis. Cette collection est développée chaque année avec des applications dans les intérieurs, l'architecture, les expositions d'art et la mode.    

### Textiles en 3D
Elle expérimente des textiles en trois dimensions en utilisant un métier à tisser à main. Elle réussit à créer de la dimension dans un tissu, avec un style de tissage particulier. Elle combine du mohair et du polyester avec des tissus et des matériaux comme le coton, le fil métallique et le papier. Il en résulte une structure contrastée qui change en fonction de sa configuration, avec des effets brillants ou mats, le matériau souple ou rigide, épais et opaque ou délicat et transparent. Ces tissus conviennent à toutes les disciplines, de la mode à l'architecture.  

### Collection Slumber
Pour la société belge Casalis, elle développe la collection de poufs, plaids et foulards, Slumber, sa première collection avec de véritables effets sculpturaux,. Les coussins Slumber sont présentés à Milan en 2011 où ils remportent beaucoup de succès grâce à leur forme rétro, leurs couleurs et leur douceur obtenue grâce au mélange de mohair et de laine mérinos. Cette matière est vite devenue la préférée de Aleksandra Gaca, comme elle le fait remarquer : « J'adore le mohair pour son joli et long fil, pour sa douceur au toucher. Si nous voulons nous envelopper dans des tissus, ils doivent être agréables, nous invitant à nous câliner. à eux, pour stimuler nos sens. » .  

### Collection Architextiles
Architextiles est une série de textiles insonorisants avec une structure tissée en 3D. Il s'agit de panneaux qui peuvent être accrochés aux murs ou utilisés comme cloisons. Tissés en laine mérinos, ils ont des nervures qui absorbent les ondes sonores mieux que les textiles plats et leur surface ondulée permet de jouer avec la lumière. Ces panneaux textiles combinent donc deux caractéristiques: la réduction du bruit et la décoration et se situent à l'intersection de l'art, du design et de l'architecture.    

### Contrafabric
Pour une commande du Musée De Lakenhal à Leyde, elle conçoit ContraFabric en 2018, un revêtement mural pour le nouvel auditorium inspiré des lignes, formes et motifs d'artistes De Stijl tels que Mondrian, Rietveld et surtout Theo van Doesburg.
Elle s'est inspirée surtout du tableau de van Doesburg, Contra-compositie XVI (nl) (1924) qu'elle traduit en un design textile contemporain de surface plane, qui lui semble convenir mieux à cet espace historique.
En plus de sa valeur artistique, le revêtement atténue également le son. Cette œuvre a été dévoilée à la réouverture du musée par le roi Willem-Alexander le 19 juin 2019.

### Cello
Aleksandra Gaca réalise, à la demande de Casalis, le textile acoustique Cello, une combinaison originale d'opaque et de brillant, entre rugueux et doux. 
Le bureau MV Architects choisit des panneaux de tissu CELLO, avec leur motif de tricot surdimensionné, pour couvrir certaines parties du toit de l'aérogare d'Amsterdam-Schiphol. Les panneaux agissent ici à la fois comme un élément de réduction du bruit et comme un matériau qui ajoute de la chaleur à l'ensemble du bâtiment,.

### Collection Ondo

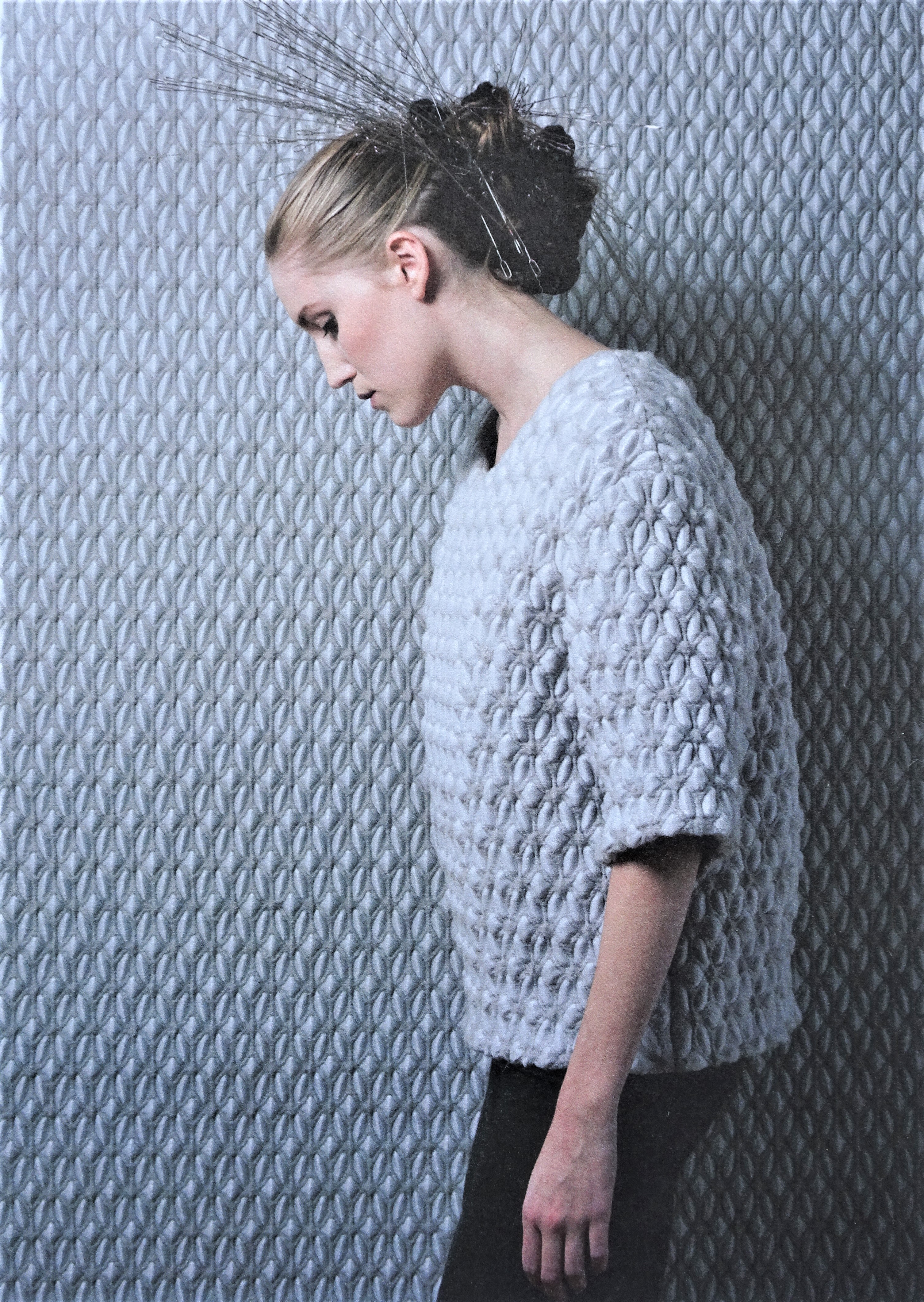
Tissu 3D FLORO à la fois comme revêtement mural et pour la conception de vêtements; ici design par Iris van Herpen (photo: reproduction de la brochure produit d'Aleksandra Gaca avec l'autorisation d'Aleksandra Gaca).

Ondo est une nouvelle collection de textiles acoustiques. Elle n'utilise pas le tressage comme les collections précédentes. Les motifs géométriques en relief présentent un toucher agréable et un contraste entre les couleurs très élégant.

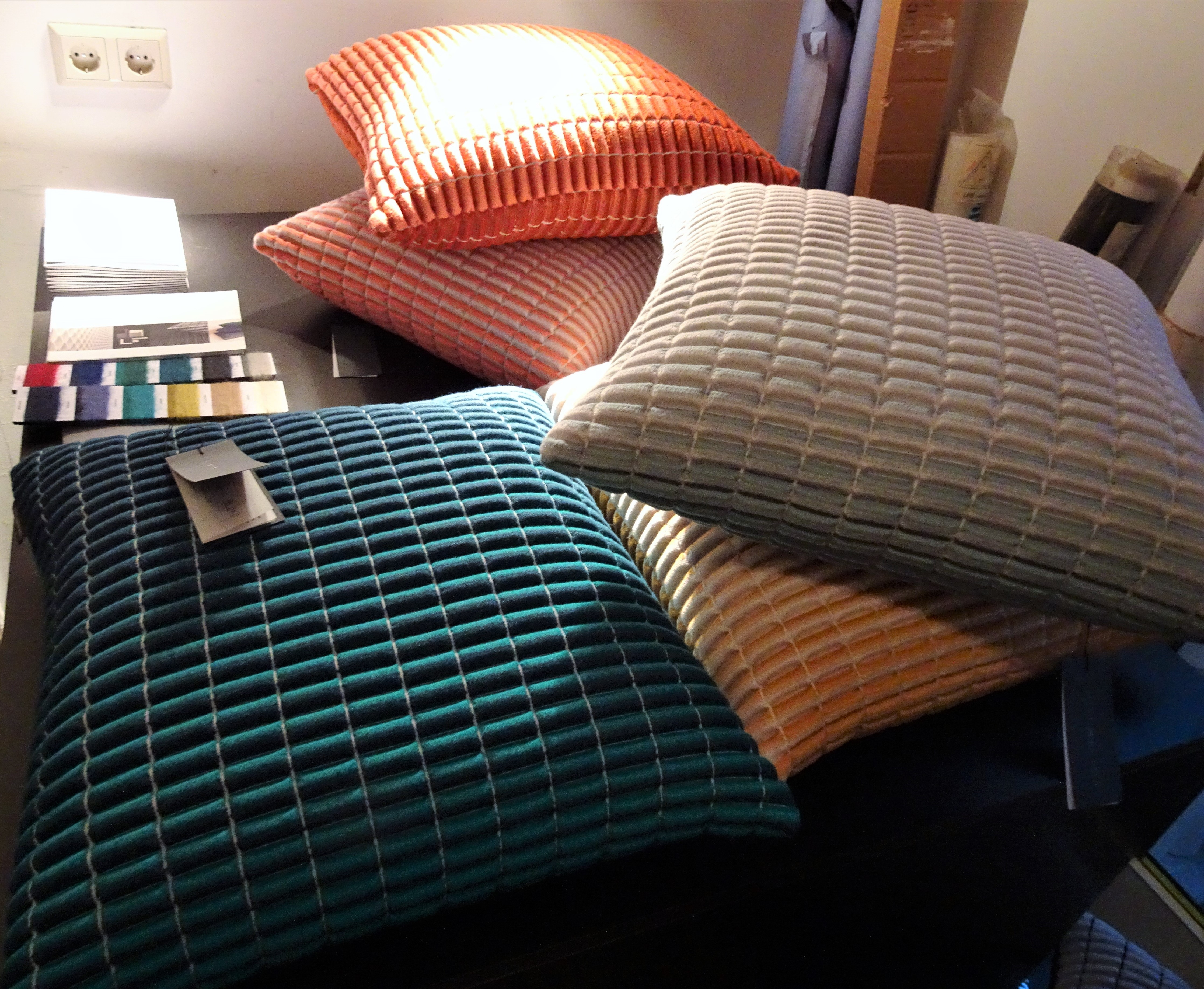
Coussins d'Aleksandra Gaca, recouverts du tissu BLOKO

### Autres textiles
- BLOKO - tissu 3D; application: couvre-lits, oreillers, housses de chaise
- RHOMBUS - tissu 3D; application; couvre-lits
- FLORO - tissu 3D; application: dessins de mode, revêtements muraux
- MEMPHIS - application: décoration de fenêtres

### Applications
Son travail est appliqué dans divers projets dans les espaces publics, la décoration des banques, des aéroports et des ambassades. En architecture, elle collabore avec les architectes Fokkema & Partners, The Invisible Party (W Hotel, Amsterdam), John Pawson (Jaffa Hotel, Tel Aviv), RDAI architecture - Paris (Hermès) et HappelCornelissenVerhoeven (Museum de Lakenhal, Leiden).  
Gaca Architextiles conçoit des panneaux isolants, phoniques et artistiques pour les salles de réunion modernes, souvent plutôt froides, pour le bureau de Rabobank à Nimègue et l' ambassade des Pays-Bas à Berlin entre autres. Pour ce bâtiment plutôt austère de Rem Koolhaas, elle propose deux panneaux en mohair doux dans des tons de gris et de vert. Ils complètent le bâtiment, reflétant ses couleurs, tout en se fondant délicatement dans les murs du bâtiment et en contrastant avec eux.  
Ses couvre-lits sont utilisés à l'hôtel W à Amsterdam et à l'hôtel The Fritz à Düsseldorf, tandis que les poufs et les foulards se retrouvent dans des maisons de couture. 
Des producteurs textiles qui travaillent pour le marché de la consommation, comme le fabricant de tissus de décoration de fenêtre Lienesch et la créatrice de mode Iris van Herpen commercialisent ses tissus. Des petites productions exclusives sont également disponibles dans certains magasins de mode pour la maison. 
Le bureau d'architecture Rena Dumas Architecture Interieure charge Aleksandra Graca de créer des intérieurs personnalisés pour les boutiques Hermès en Corée et en Chine avec l'architecte Nathalie Baron. Pour cela, elle réalise une installation textile de 10 mètres  de hauteur. De rouge vif, le tissage passe lentement au bordeaux foncé dans un motif rythmique mis en valeur par une tissage irrégulier de fil d'or. Gaca reçoit d'autres commandes pour les boutiques signature Hermès à Shanghai, Harbin, Wuxi et Séoul, chacune adaptée au marché local et aux environs
Pour le Ministère des Affaires étrangères à La Haye, Aleksandra Gaca a réalisé une série de panneaux verts et gris, choisis pour créer une certaine intimité. Sandra de Steur-Klaasman, l’architecte qui a réaménagé cet espace, l’a divisé en compartiments plus petits, à l’aide de panneaux de Gaca, cette fois en tissu BLOKO.   

## Récompenses
Ses créations ont remporté plusieurs prix, au niveau international, comme :  
- Dutch Design Award 2018, Meilleur produit pour BLOKO crée pour  la voiture Renault SYMBIOZ[13]
- Design District Awards à Zaandam en 2012, Premier prix[14]
- "Kreator Absolutny “  2012 au Design Alive Awards at Łódź Design Festival [15]
- Decosit Awards 2006, à Bruxelles pour la collection "Slumber"
- Neocon Awards 2004 à Chicago

## Musées
Plusieurs de ses créations font partie des collections de musées, comme le musée national de Varsovie, le musée du textile de Tilbourg et le Cooper–Hewitt, Smithsonian Design Museum à New York.